# Robert McDonald Jones
Robert McDonald Jones (* 1. Oktober 1808 in Mississippi; † 22. Februar 1872) war ein US-amerikanischer Choctaw-Anführer, Plantagenbesitzer, Unternehmer und Politiker.

## Werdegang
Robert McDonald Jones betrieb große Plantagen und Transportgeschäfte im Indianer-Territorium. Auf dem Höhepunkt seines Erfolges unterhielt er 28 Handelsgeschäfte, sechs Plantagen entlang der Grenze von Arkansas und Texas sowie eine Zuckerplantage in Louisiana. Die beiden größten Plantagen waren Lake West, mit annähernd fünftausend Acres in der Nähe von Oberlin (Allen Parish), und Rocky Comfort, mit annähernd zehntausend Acres. Jones war der größte Sklavenhalter im Indianer-Territorium und hatte etwa 225 Sklaven. Er besaß zwei Dampfschiffe, die regelmäßig New Orleans anfuhren.
Sein größter Dienst für den Stamm der Choctaw war es nach einem langen Verfahren die Entschädigungszahlungen von der Bundesregierung zu erhalten. Dabei handelt es sich um Zahlungen an den Stamm für das Land und die Erschließungen in Mississippi und Alabama, als der Stamm in den 1830er Jahren gezwungen wurde in das Indianer-Territorium umzusiedeln. Die Choctaw und die Creek wählten Jones zum Präsidenten der United Nations of the Indian Territory. Während des Bürgerkrieges zählte er zu den glühendsten Sezessionisten in der Region. Er war einflussreicher als der gemeinsame Delegierte der Chickasaw und Choctaw Völker im Konföderiertenkongress in Richmond (Virginia).
Jones handelte den Nachkriegsvertrag zwischen dem Choctaw-Stamm und der Bundesregierung aus, welcher die letzten Entschädigungszahlungen beinhaltete. Es gelang ihm sein Vorkriegsvermögen wieder zu erlangen, da er seinen Besitz und seine Geschäfte behalten sowie 4500 Ballen Baumwolle verkaufen durfte, die er zuvor in New Orleans eingelagert hatte.